# Preussag Ibbenbüren E101–E102
Die elektrischen Lokomotiven Preussag Ibbenbüren E101–E102 sind zwei Industrielokomotiven, die von der Zechenbahn Ibbenbüren für den Güterzugbetrieb beschafft wurden und die eingesetzten Dampflokomotiven ablösten. Beide Lokomotiven sind gegenwärtig noch im Einsatz. Der letzte Datenbankeintrag bei den Loks ist 2021.

## Geschichte
Nach der Elektrifizierung der 12 km langen Bahn der Zeche Ibbenbüren, die Anschluss an die Deutsche Bundesbahn in Esch hat, mussten neue Lokomotiven als Zweisystemfahrzeug entwickelt werden, die auch die Strecke der Bundesbahn befahren konnten. Bei Krupp entstanden Lokomotiven, die zusätzlich als Akkulokomotiven auf den nicht elektrifizierten Strecken der Werkbahn mit geringerer Last verkehren konnten.
Die als Ibbenbürener Krokodile bezeichneten Lokomotiven hatten sich gut bewährt. Ab 1999 hieß der Betreiber der Zeche DSK Anthrazit Ibbenbüren, ab 2008 war es die RAG Aktiengesellschaft. Nach der Schließung des Bergwerkes 2018 ging die Zechenbahn 2019 in das Eigentum der RWE über. Die Strecke wurde noch zur Bedienung des 2021 stillgelegten Kraftwerks Ibbenbüren genutzt.

## Technische Beschreibung
Die Lokomotiven sind als Steeplecab-Lokomotive gestaltet. Sie besitzen einen langen Brückenrahmen mit einem mittig sitzenden Führerhaus und zwei langen Vorbauten, die vorn abgeflacht sind. Die Drehgestelle sind einmotorisch gestaltet, der als Gleichstrommotor ausgelegte Fahrmotor ist mittig angeordnet und mit den beiden Rädern über ein Radgetriebe verbunden. Die Stromeinspeisung erfolgt über Stromrichter durch eine Brückenschaltung. Somit ergab sich eine stufenlose Steuerung im elektrischen Fahr- und im Nutzbremsbereich. Durch eine automatische Zugkraftsteuerung kann bei jeder Last und Geschwindigkeit die Zugkraft bis zur Haftreibungsgrenze ausgenutzt werden. Außerdem ist die Stromrichtersteuerung  wartungsarm, da bewegliche und somit Verschleiß unterworfene Teile vermieden werden. Damit ist eine bessere Ausnützung des Haftwertes gewährleistet.
Da die Spannungen in den beiden Frequenzbereichen gleich sind, muss keine Umschaltung zwischen dem Industriebahn- und dem DB-Netz erfolgen. Lediglich beim Übergang zwischen dem stromführenden und dem mit Akkubetrieb befahrenen Bereich geschieht die Umschaltung mit einem stromlos geschaltetem Umschalter. Der Akkumulator wird bei Fahrt unter Fahrdraht über einen elektronischen Laderegler aufgeladen.